# هاياتو ساكاموتو
هاياتو ساكاموتو (باليابانية: 坂本勇人؛ بالكانا: さかもと はやと) هو لاعب كرة قاعدة ياباني، ولد في 14 ديسمبر 1988 في إتامي في اليابان.

## وصلات خارجية
- هاياتو ساكاموتو على موقع دوري كرة القاعدة الرئيسي (الإنجليزية)
- هاياتو ساكاموتو على موقع الدوري الياباني لكرة القاعدة (الإنجليزية)
- هاياتو ساكاموتو على موقعبيزبول رفرنس.كوم (الدوري الثانوي) (الإنجليزية)
- هاياتو ساكاموتو على موقع أوليمبيديا (الإنجليزية)